# Anders Konradsen
Anders Ågnes Konradsen (ur. 18 lipca 1990 w Bodø) – norweski piłkarz występujący na pozycji pomocnika. Od 2015 jest zawodnikiem Rosenborg BK.

## Życiorys

### Kariera klubowa
Od 2007 szkolił się w szkółce piłkarskiej FK Bodø/Glimt. W 2007 zadebiutował w drużynie zawodowej FK Bodø/Glimt na szczeblu Adeccoligaen. 13 stycznia 2011 podpisał kontrakt z Strømsgodset IF.
25 stycznia 2013 podpisał kontrakt z Stade Rennais. 10 lutego 2013 zadebiutował w drużynie zawodowej Stade Rennais na szczeblu Ligue 1. W 2015 przeszedł do Rosenborg BK.

### Kariera reprezentacyjna
W 2012 roku Konradsen rozegrał 1 spotkanie w reprezentacji Norwegii.

## Statystyki

### Klubowe
| Sezon   | Klub             | Kraj     | Rozgrywki    | Mecze | Bramki | Rozgrywki Europy | Mecze | Bramki |
| ------- | ---------------- | -------- | ------------ | ----- | ------ | ---------------- | ----- | ------ |
| 2007    | FK Bodø/Glimt    | Norwegia | Adeccoligaen | 7     | 0      | -                | -     | -      |
| 2008    | FK Bodø/Glimt    | Norwegia | Tippeligaen  | 8     | 0      | -                | -     | -      |
| 2009    | FK Bodø/Glimt    | Norwegia | Tippeligaen  | 26    | 2      | -                | -     | -      |
| 2010    | FK Bodø/Glimt    | Norwegia | Adeccoligaen | 26    | 9      | -                | -     | -      |
| 2011    | Strømsgodset IF  | Norwegia | Tippeligaen  | 28    | 4      | Liga Europy UEFA | 2     | 0      |
| 2012    | Strømsgodset IF  | Norwegia | Tippeligaen  | 29    | 1      | -                | -     | -      |
| 2012/13 | Stade Rennais FC | Francja  | Ligue 1      | 6     | 0      | -                | -     | -      |
| 2013/14 | Stade Rennais FC | Francja  | Ligue 1      | 24    | 1      | -                | -     | -      |
| 2014/15 | Stade Rennais FC | Francja  | Ligue 1      | 18    | 2      | -                | -     | -      |

Stan na: 14 grudnia 2014

## Sukcesy

### Klubowe
Rosenborg BK
- Mistrz Norwegii: 2015, 2016, 2017, 2018
- Zdobywca Pucharu Norwegii: 2015, 2016, 2018
- Zwycięzca Mesterfinalen: 2017